# Cerro Condor Iquiña
Cerro Condor Iquiña är ett berg i Bolivia.   Det ligger i departementet Oruro, i den västra delen av landet, 400 km väster om huvudstaden Sucre. Toppen på Cerro Condor Iquiña är 4 762 meter över havet.
Terrängen runt Cerro Condor Iquiña är huvudsakligen kuperad, men åt sydväst är den bergig. Trakten runt Cerro Condor Iquiña är nära nog obefolkad, med mindre än två invånare per kvadratkilometer.. 
Omgivningarna runt Cerro Condor Iquiña är i huvudsak ett öppet busklandskap.